# Bobingen (stacja kolejowa)
Bobingen (niem.: Bahnhof Bobingen) – stacja kolejowa w Bobingen, w kraju związkowym Bawaria, w Niemczech. Znajduje się na linii Augsburg – Buchloe i jest początkiem linii do Landsberg am Lech. Ma cztery tory i według klasyfikacji DB Station&Service ma kategorię 4. Stacja znajduje się na terytorium Augsburger Verkehrs- und Tarifverbund (AVV) i jest obsługiwana codziennie przez około 140 pociągów DB Regio.
Dworzec Bobingen został otwarty w 1847 przez Königlich Bayerische Staatseisenbahnen jako dworzec przelotowy na Ludwig-Süd-Nord-Bahn.

## Położenie
Stacja kolejowa znajduje się na wschód od centrum miasta Bobingen. Budynek dworcowy stoi na północny zachód od linii kolejowej na Hermann-Hesse-Straße i ma adres Bahnhofplatz 2. Na zachód od stacji jest dzielnica mieszkalna, a na wschodzie strefa przemysłowa. W rejonie stacji istnieją trzy przejście podziemne. Na południowym krańcu peronów, droga nr 2380 biegnie tunelem pod torami, łącząc Bahnhofstrasse z dworcem, około 600 metrów od centrum miasta. Na południowym krańcu stacji linia rozgałęzia się do Buchloe i Kaufering.

## Linie kolejowe
- Augsburg – Buchloe
- Bobingen – Landsberg am Lech

## Połączenia
| Rodzaj pociągu | AVV-Linie | Trasa | Takt               |
| -------------- | --------- | --- | ------------------ |
| RE             |           | Allgäu-Franken-Express: Lindau / Oberstdorf – Immenstadt – Kempten (Allgäu) – Buchloe – Bobingen – Augsburg – Nürnberg | pojedyncze pociągi |
| RE             | R7        | Augsburg – Bobingen – Buchloe (– Türkheim (Bay) – Mindelheim)                                                          | dwugodzinny        |
| RE             | R7        | Kneipp-Lechfeld-Bahn: Augsburg – Bobingen – Buchloe – Türkheim (Bay) – Bad Wörishofen / Memmingen                      | dwugodzinny        |
| RB             | R7        | Augsburg – Bobingen – Buchloe – Kaufbeuren – Biessenhofen – Marktoberdorf – Füssen                                     | dwugodzinny        |
| RB             | R7        | Augsburg – Bobingen – Buchloe (– Kaufbeuren – Biessenhofen – Marktoberdorf)                                            | dwugodzinny        |
| RB             | R8        | Augsburg – Bobingen – Kaufering – Landsberg (Lech)                                                                     | godzinny           |
| RB             | R7/R8     | Augsburg – Bobingen (w godzinach szczytu dodatkowe kursy)                                                              | godzinny           |